# سارة دومون
سارة دومون (بالإنجليزية: Sarah Dumont)‏ هي ممثلة أمريكية بدأت مسيرتها الفنية عام 2009.

## الأعمال
- 2012: سي اس آي: التحقيق في موقع الجريمة
- 2013: عملاء شيلد
- 2013: دون جون
- 2015: دليل الكشافة إلى زومبي نهاية العالم (الدور: دينيس روسو)

## وصلات خارجية
- سارة دومون على موقع IMDb (الإنجليزية)
- سارة دومون على موقع قاعدة بيانات الفيلم (الإنجليزية)